# 1100

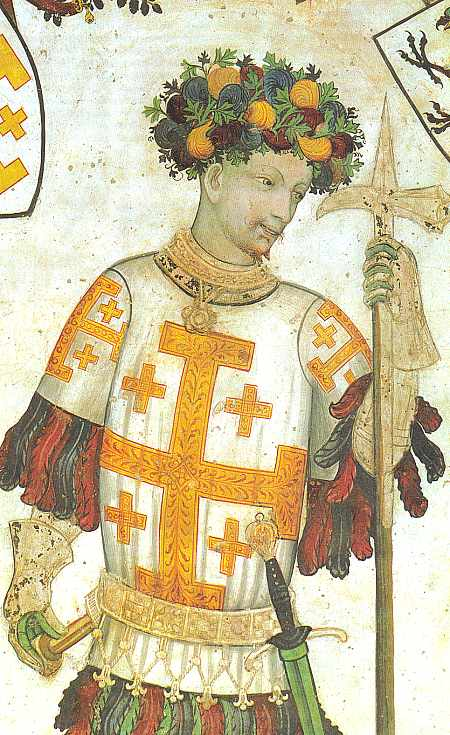
Godfried van Bouillon, Beschermer van het Heilig Graf

Het jaar 1100 is het 100e jaar in de 11e eeuw volgens de christelijke jaartelling.

## Gebeurtenissen
- Godfried van Bouillon verovert Akko, Arsuf (februari), Jaffa (maart) en Caesarea (juni). Hij begint voorbereidingen voor een aanval op Egypte, maar overlijdt voordat die verwezenlijkt kan worden.

augustus
- 2 - Hendrik I volgt zijn broer Willem II op als koning van Engeland.

september
- september - Een groep Lombarden onder aartsbisschop Anselmus IV van Milaan gaat op kruistocht. Ze richten plunderingen aan in het Byzantijnse Rijk alvorens te worden overgezet naar Klein-Azië. Zie onder Kruisvaart van 1101.

november
- 11 - Hendrik I van Engeland trouwt met Edith van Schotland, die door aartsbisschop Anselmus van Canterbury tot koningin wordt gekroond.

december
- 25 Boudewijn I wordt gekroond tot koning van Jeruzalem.

zonder datum
- De Sint-Andriesabdij in Brugge wordt gesticht.
- Slag bij Melitene: Bohemund I van Antiochië wordt verslagen door de Danishmenden en gevangengenomen. Tancred treedt op als regent van Antiochië.

## Opvolging
- Patriarch van Alexandrië (Grieks) - Johannes VI opgevolgd door Eulogius II (jaartal bij benadering)
- Patriarch van Antiochië (Latijns) - Peter van Narbonne opgevolgd door Bernard van Valence
- Bohemen - Břetislav II opgevolgd door zijn broer Bořivoj II
- Dammartin - Hugo I opgevolgd door zijn zoon Peter
- Edessa - Boudewijn I opgevolgd door zijn neef Boudewijn II
- Jeruzalem (25 december) - Godfried van Bouillon als Beschermer van het Heilig Graf opgevolgd door zijn broer Boudewijn I als koning van Jeruzalem
- Monferrato - Willem IV opgevolgd door zijn zoon Reinier I
- Perche - Rotrud III opgevolgd door zijn zoon Godfried II
- Ponthieu - Gwijde I opgevolgd door zijn dochter Agnes en dier echtgenoot Robert II van Bellême
- Provence - Dulcia van Marseille opgevolgd door haar dochter Gerberga
- Song-dynastie - Zhezong opgevolgd door zijn halfbroer Huizong
- Tegenpaus (10 september) - Clemens III opgevolgd door Theodoricus
- Utrecht - Burchard van Lechsgemünd in opvolging van Koenraad van Zwaben
- Verdun - Godfried van Bouillon opgevolgd door Diederik I van Montbéliard in erfpacht

## Geboren
- Arnold I, aartsbisschop van Keulen (1137-1151) (jaartal bij benadering)
- Geoffrey van Monmouth, Welsh geleerde (jaartal bij benadering)
- Muhammad al-Idrisi, Marokkaans geograaf (jaartal bij benadering)
- Jabir ibn Aflah, Andalusisch wiskundige (jaartal bij benadering)

## Overleden
- 18 juli - Godfried van Bouillon (39), hertog van Neder-Lotharingen (1089-1100), Beschermer van het Heilige Graf (1099-1100) en kruisvaarderleider
- 2 augustus - Willem II (~40), koning van Engeland
- 8 september - Clemens III, tegenpaus (1080-1100)
- 13 november - Gwijde I, graaf van Ponthieu
- Břetislav II, hertog van Bohemen (1092-1100)
- Dulcia van Marseille, gravin van Provence (1093-1100)
- Godfried II, graaf van Perche
- Hugo I, graaf van Dammartin
- Judith Maria van Zwaben (~46), echtgenote van Salomon van Hongarije en Wladislaus I Herman van Polen
- Naropa (~84), Indisch yogi
- Willem IV, markgraaf van Monferrato